# フェルナンド・バイアーノ
フェルナンド・バイアーノ（Fernando Baiano）ことジョアン・フェルナンド・ネロ（João Fernando Nelo、1979年3月18日 - ）は、ブラジル・サンパウロ出身のサッカー選手。ポジションはフォワード。

## 経歴
SCコリンチャンス・パウリスタ、SCインテルナシオナル、CRフラメンゴで活躍し、2003年夏にドイツ・ブンデスリーガのVfLヴォルフスブルクに移籍。2003-04シーズンは11得点を挙げたが、2004年夏から半年間は母国のADサンカエターノでプレーした。
2005年1月、スペイン・リーガ・エスパニョーラのマラガCFに移籍。2004-05シーズンの後半戦に9得点を挙げ、中位でのシーズン終了に貢献した。2005年夏にはセルタ・デ・ビーゴに移籍し、2005-06シーズンには6位でUEFAカップ出場権を獲得したが、2006-07シーズンは18位でセグンダ・ディビシオン（2部）降格となった。セルタに在籍した2シーズンで計28得点を挙げた。2007年夏、レアル・ムルシアと3年契約を結んだ。2007-08シーズンはわずか5得点しか挙げられず、レアル・ムルシアは19位に低迷してセグンダ・ディビシオン降格となった。2008年8月、UAEリーグのアル・ジャジーラ・クラブにレンタル移籍した。
2009年6月、アル・ワフダ・アブダビに完全移籍した。

## タイトル

### クラブ
コリンチャンス
- インターコンチネンタルカップ：2000
- カンピオナート・パウリスタ：1999、2001

インテルナシオナル
- カンピオナート・ガウショ：2002

アル・ワフダ
- UAEリーグ：2009-10

### 個人
- コパ・リベルタドーレス得点王：1999